# WINTER GIFT with MIHIRO 〜マイロ〜
「WINTER GIFT with MIHIRO 〜マイロ〜」は、Tiaraの7枚目のシングル。2011年11月23日発売。発売元は日本クラウン。

## 収録曲
1. WINTER GIFT with MIHIRO 〜マイロ〜
2. 元気を出して
3. 一人きりのクリスマス
4. WINTER GIFT with MIHIRO 〜マイロ〜 (instumental)
5. 元気を出して (instumental)
6. 一人きりのクリスマス (instumental)

## 概要
- 「WINTER GIFT with MIHIRO 〜マイロ〜」は、Tiaraがデビュー前から大ファンだったというR&Bシンガー、MIHIRO 〜マイロ〜とのデュエットソング。

シングルでは初めて詞曲にTiaraが参加していない曲でもある。
- 「元気を出して」は、薬師丸ひろ子のカバー。
- 「一人きりのクリスマス」は、Tiaraの詞曲による初のクリスマスソング。

## タイアップ
- 「WINTER GIFT with MIHIRO 〜マイロ〜」
  - テレビ朝日系 「Future Tracks→R」2011年12月度 ENDING TRACK
  - 日本テレビ系 「ハッピーMusic」POWER PLAY
  - 日本テレビ系 「ポシュレデパート深夜店」2011年11月度